# Attems (Adelsgeschlecht)

Stammwappen derer von Attems

Das Adelsgeschlecht Attems entstammt dem Uradel der früheren Markgrafschaft Friaul und ist benannt nach der 1025 erstmals erwähnten Burg Attems (Attemis) bei Cividale.

## Geschichte
Das Geschlecht wird erstmals im Jahre 1102 mit Konrad de Attems und seinem Sohn Ulrich erwähnt. Seine beurkundete Stammreihe beginnt mit Arbo († nach 2. Februar 1170) und Heinrich (Henricus) de Attems († 1193) am 2. Februar bzw. 6. Februar 1170. Das Geschlecht hatte Sitz und Stimme unter dem Adel im Friauler Parlament.

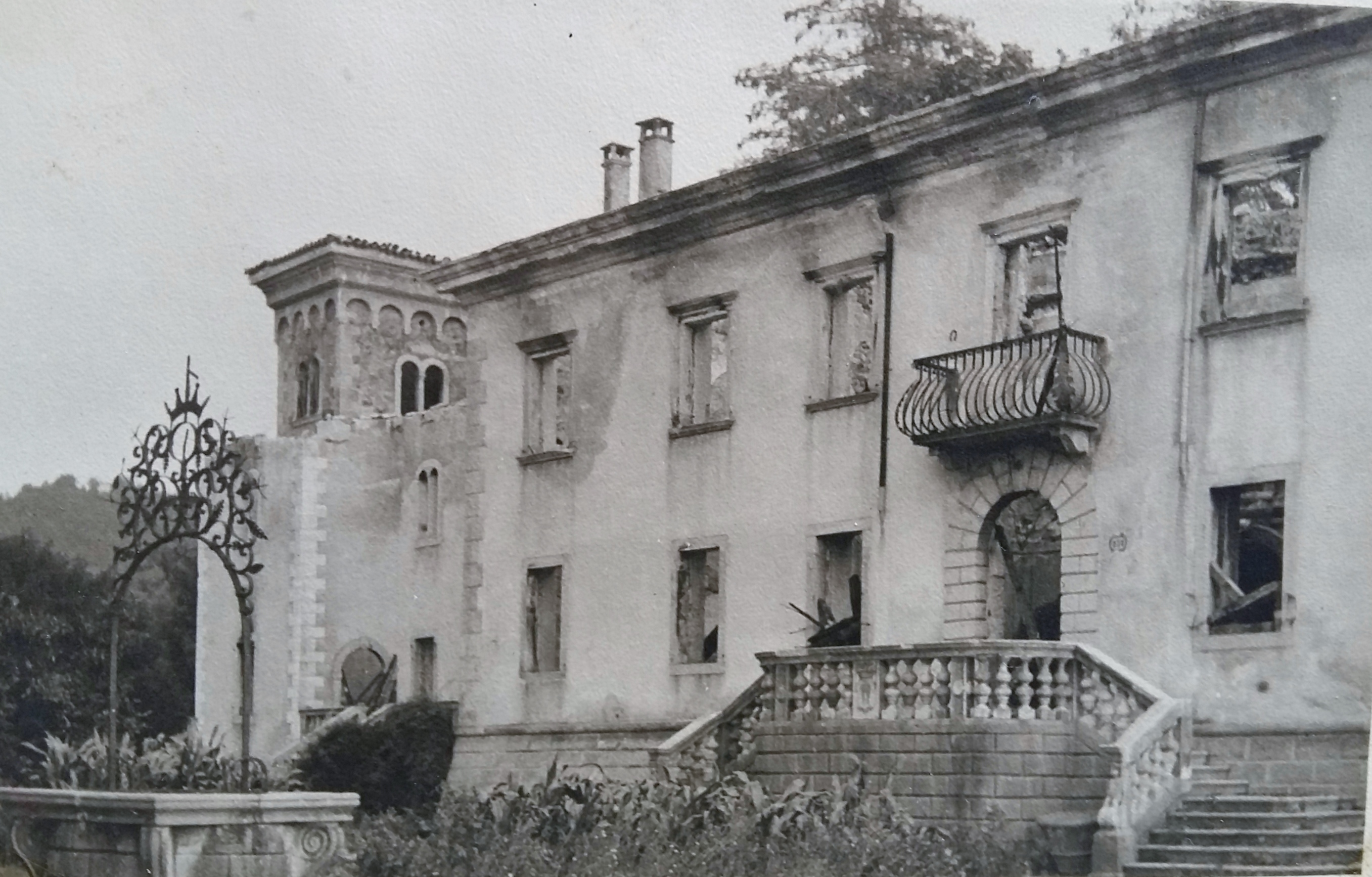
Ruine von Schloss Attimis (Friaul)
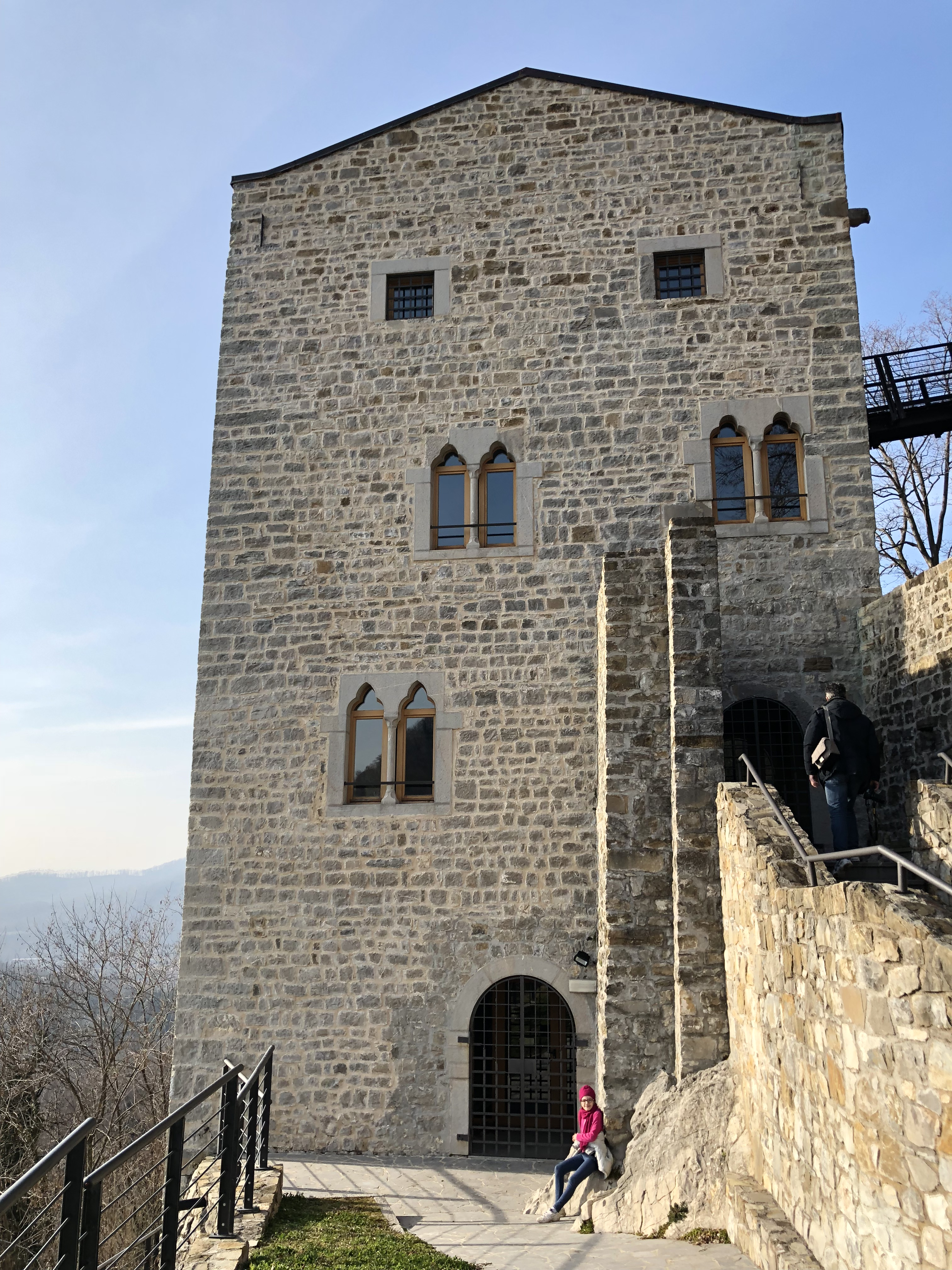
Castello Partistagno in Attimis

Nach der Eroberung Friauls durch die Republik Venedig blieb ein Teil der Familie auf der Burg Attems, aber Friedrich von Attems (* 1447; † 1521) ging 1473 nach Görz und wurde Hofkanzler des letzten Grafen von Görz, Leonhard von Görz. Friedrich wurde als solcher nach dem Tod Leonhards im Jahr 1500 vom römisch-deutschen König Maximilian I. bestätigt und 1506 zum Statthalter der nunmehr durch Erbvertrag habsburgisch gewordenen Grafschaft ernannt.
Friedrichs Sohn Hieronymus wurde der Stammvater der Linie, die sich später „zu Heiligenkreuz“ nannte (nach einer Herrschaft östlich von Görz im Wippachertal), die dessen Enkel Hermann IV. (1564–1611) im Jahre 1605 von den Grafen Thurn-Valsassina kaufte. Dieser wurde mit der gesamten Familie in den Freiherrenstand erhoben, seine vier Söhne 1630 in den Grafenstand.
Friedrichs Enkel Andreas wurde zum Begründer der Linie Attems-Petzenstein (benannt nach der Herrschaft Petsch = Peče in Moravče im heutigen Slowenien). Von diesen beiden Hauptlinien spalteten sich in der Folge zahlreiche Nebenlinien, Äste und Zweige ab. Friedrichs Nachkommen wurden 1605 in den Freiherrenstand und 1630 (Linie Heiligenkreuz) bzw. 1653 (Linie Petzenstein) in den Grafenstand erhoben.
Seit dem 17. Jahrhundert war eine Linie des Hauses in der Steiermark ansässig, begründet von Ignaz Maria Graf von Attems-Heiligenkreuz, der zwischen 1702 und 1716 das Palais Attems in Graz errichten ließ. Vom 17. Jahrhundert bis zum Ende der Donaumonarchie bekleideten Angehörige dieser Linie höchste Ämter in der Steiermark.

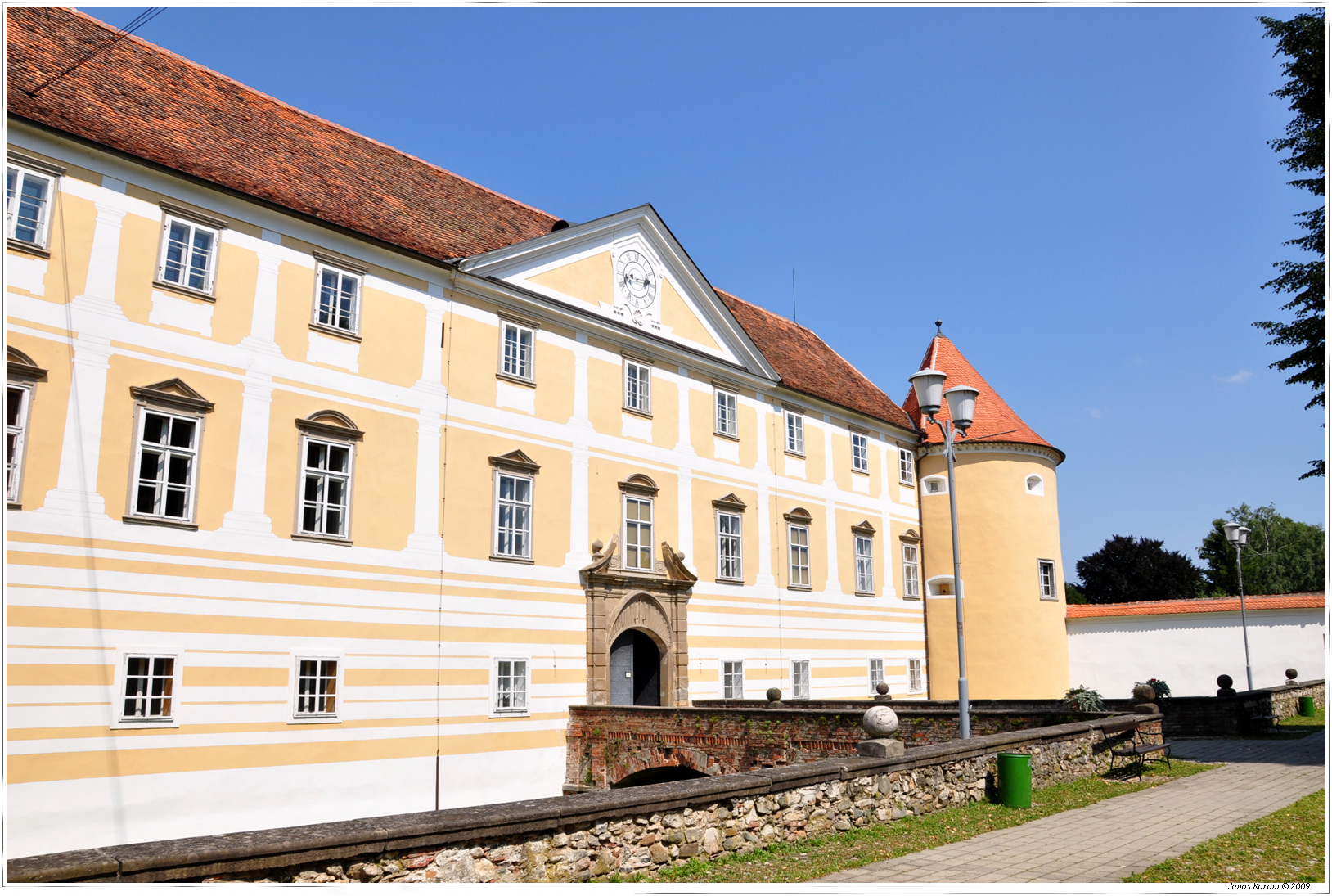
Schloss Feistritz, Untersteiermark (Slowenien)

Von 1717 bis zur Enteignung 1945 gehörte der Familie die Herrschaft (Windisch-)Feistritz in der (slowenischen) Untersteiermark, einem Teil der Habsburgischen Erblande, der 1918 Teil des Königreichs Jugoslawien wurde. 1739 erwarb Anton Ferdinand von Attems dort die Herrschaft Dornau; Joseph Thaddäus von Attems barockisierte ab 1753 das Schloss Dornau, welches 1820 verkauft wurde. Feistritz wurde vom kommunistischen Jugoslawien 1945 enteignet. In der Folge musste die Kunstsammlung des Palais Attems in Graz nach und nach verkauft werden, 1962 auch das Palais selbst.
Ein Zweig der Familie, die Grafen Anton Ferdinand von Attems († 1739) und sein Sohn Christian August von Attems, besaß von 1725 bis 1749 die Herrschaft Sterneck (Loßburg), an die Anton Ferdinand durch Heirat gekommen war, als württembergisches Lehen. Dazu gehörte zwischen 1749 und 1790 auch das Schlossgut Hirrlingen. 
Von 1803 bis 1869 gehörte das Schloss Schrattenthal in Niederösterreich der Familie. Mitte des 19. Jahrhunderts kaufte Hermann Eduard Graf von Attems-Heiligenkreuz aus Schrattenthal von seinem Schwiegervater Julius Graf von Gilleis († 1841), dem Letzten seiner Familie, das Schloss Therasburg in Niederösterreich. Die Familie Attems ließ das ruinöse Schloss romantisierend wiederherstellen. Die Namens- und Wappenvereinigung zu Attems-Gilleis erfolgte erstmals ad personam 1890 für Hermann Eduards Sohn Anton August von Attems-Gilleis, der Schrattenthal hatte verkaufen müssen. Therasburg gehört heute Manfred Graf Attems, das Schloss wird von der Familie bewohnt und dient als Zentrum einer Forstwirtschaft.

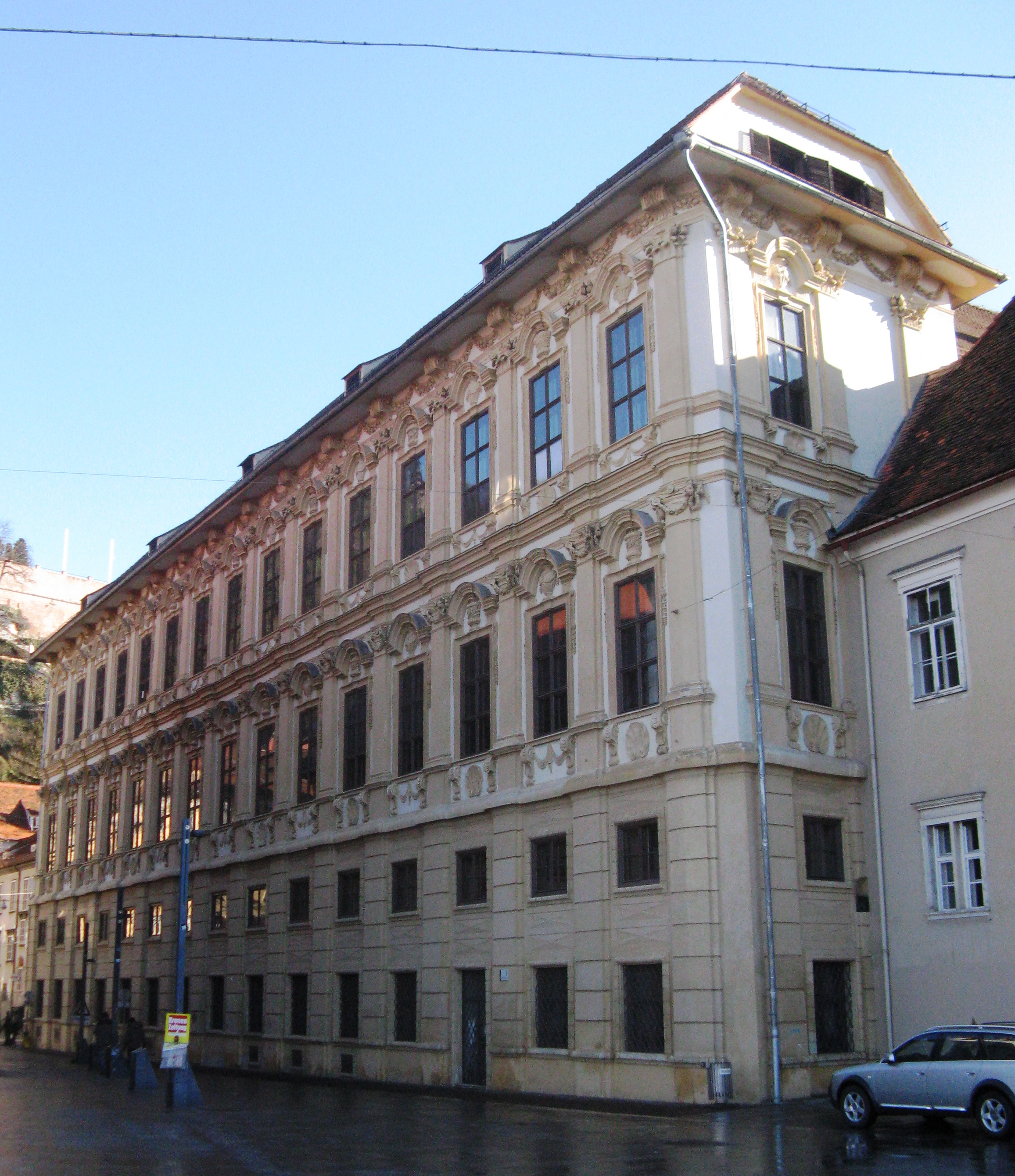
Palais Attems, Graz
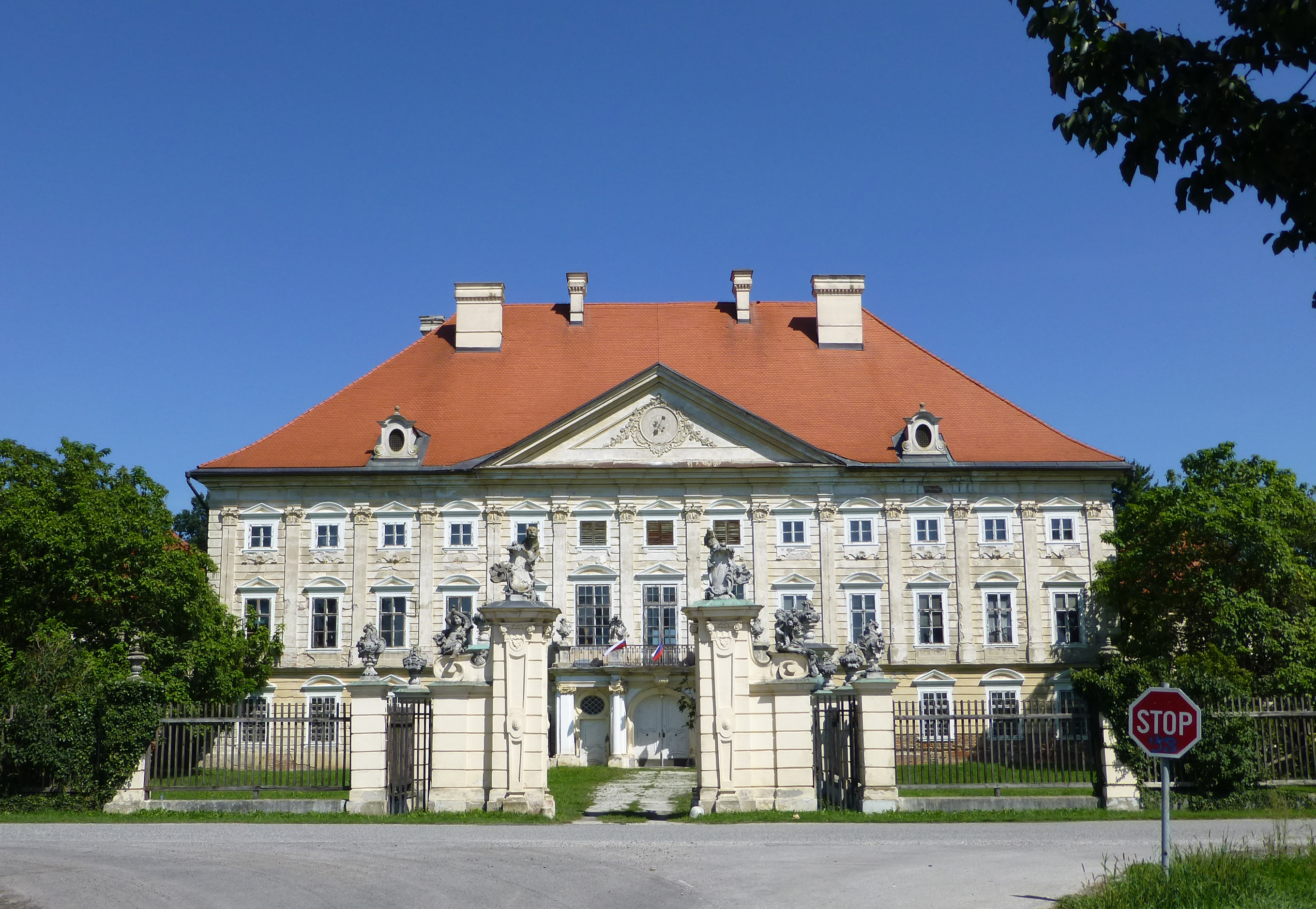
Schloss Dornau, Untersteiermark (Slowenien)
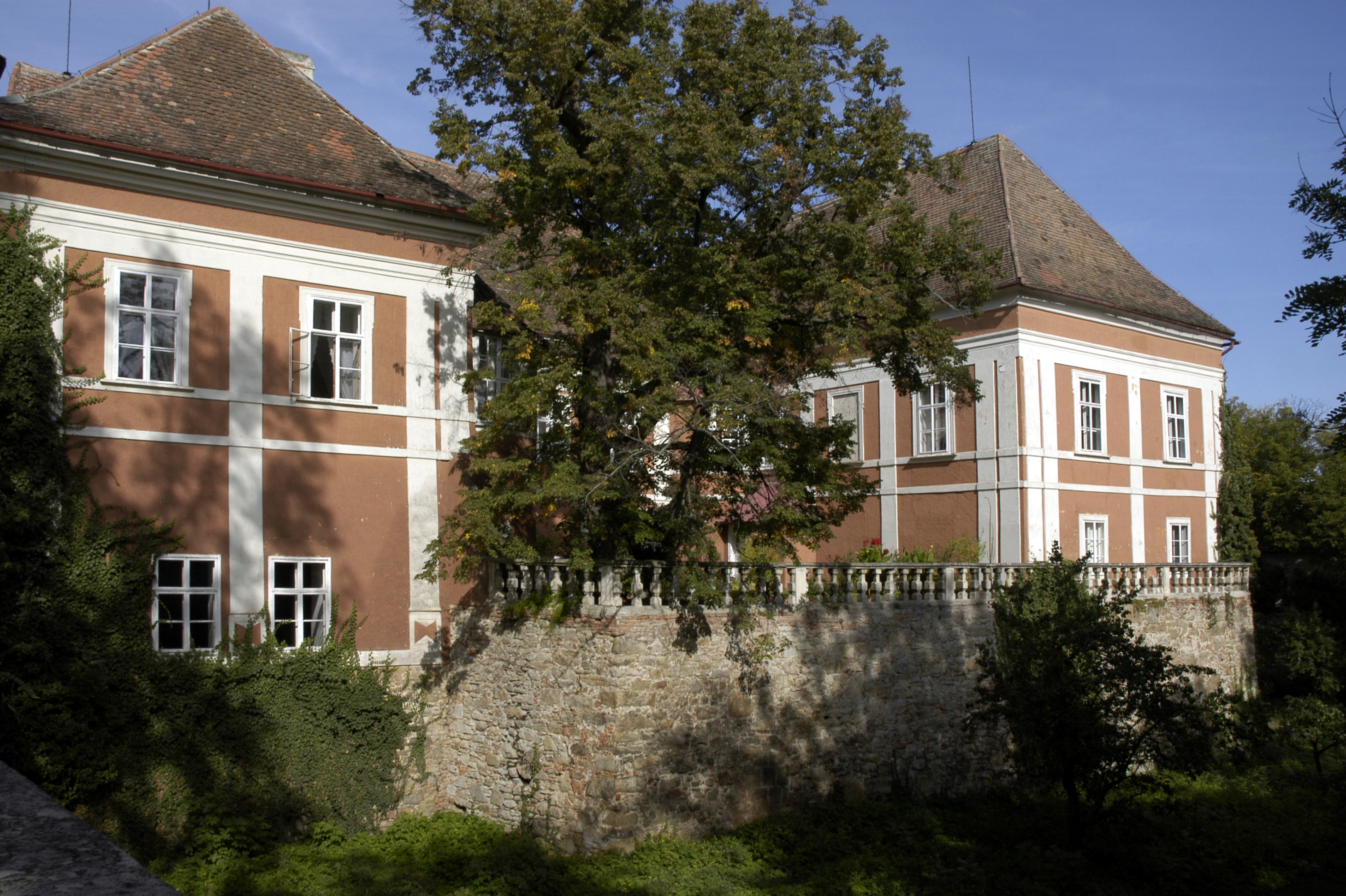
Schloss Schrattenthal, Niederösterreich
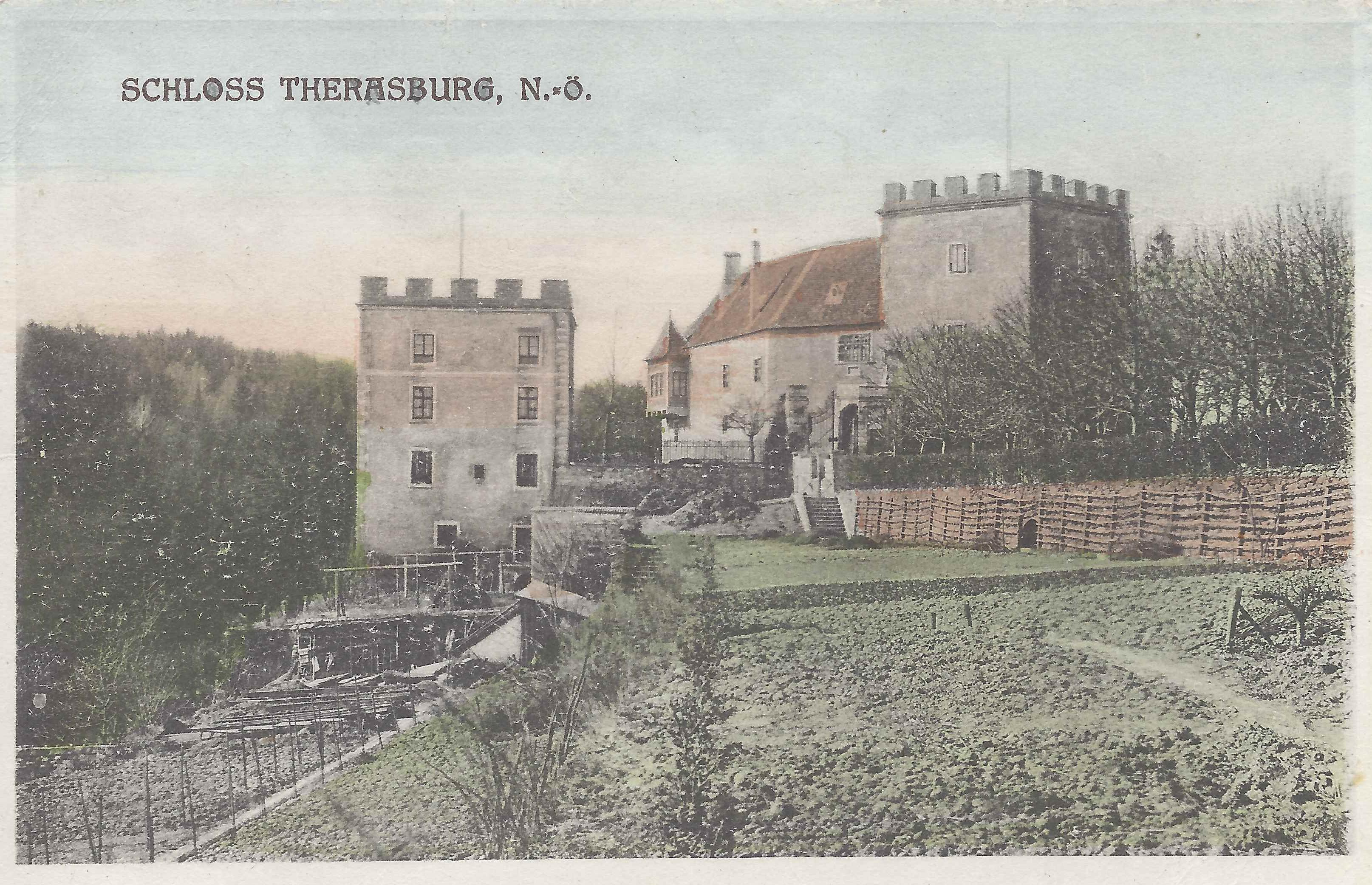
Schloss Therasburg, Niederösterreich

Es erging die erbliche Verleihung als Mitgliedes des Herrenhauses 1861 bei der Erstberufung des österreichischen Reichsrates an Ignaz Maria Graf von Attems-Heiligenkreuz (* 1774; † 1861) für das Geschlecht Attems. Die Sukzession erstreckte sich auf zwei Nachfolger, sein Sohn Ferdinand Graf von Attems (* 1809, † 1878) und dessen Bruder Edmund Graf von Attems (* 1847, † 1929). In einem kaiserlichen Gnadenakt wurde auch Maximilian Graf von Attems-Gilleis als zweites erbliches Mitglied berufen.
Die Grafen von Attems sind nicht mit den Grafen bzw. Herzögen von Altemps zu verwechseln, welche die italienische Linie der Vorarlberger Grafen von Hohenems bildeten, obwohl solche Verwechslungen (in der Schreibweise Altems) gelegentlich vorkamen.

## Bekannte Mitglieder des Geschlechts
- Anton Graf von Attems (1737–1826), Generalmajor
- Carl August Graf von Attems (1809–1849), kaiserlich königlicher Rittmeister
- Edmund Attems (1847–1929), Landeshauptmann des Herzogtums Steiermark und Mitglied des Abgeordnetenhauses des österreichischen Reichsrates
- Ernst Gottlieb von Attems (1694–1757), Bischof von Laibach
- Franz Attems (1848–1919), Gutsbesitzer und Mitglied des Abgeordnetenhauses des österreichischen Reichsrates
- Friedrich Attems (1818–1901), Großgrundbesitzer und Mitglied des Abgeordnetenhauses des österreichischen Reichsrates
- Hermann Freiherr von Attems (1564–1611), Kämmerer, Geheimer Rat
- Hermann Matthias Reichsgraf von Attems (1626–1713), Passauer Domherr, Offizial sowie Dombaumeister
- Ignaz von Attems (1844–1915), österreichischer Politiker
- Johann Friedrich Reichsgraf von Attems (1590–1663), Besitzer der Herrschaften Jedlesee und Kagran, Oberststallmeister
- Johannes Attems (* 5. Oktober 1947 in Graz), österreichischer Bankier
- Joseph Oswald von Attems (1679–1744), Bischof von Lavant
- Karl Graf von Attems (1809–1849), kaiserlich königlicher Rittmeister
- Karl Michael von Attems (1707–1774), Erzbischof von Görz
- Ottokar Maria von Attems (1815–1867), Bischof von Seckau
- Maria Josepha Gräfin von Attems (1721–1784), Sternkreuz-Ordens-Dame, Obersthofmeisterin der Ehzgin Maria Elisabeth
- Maria Rosalia Gräfin von Attems (* 10. April 1816 in Graz; † 25. März 1880 in Graz)
- Maria Viktoria von Attems (* 8. Dezember 1899 in Wien; † 25. Juni 1983 wohl in Millstatt, Kärnten), Hotelbesitzerin, Malerin, Zeichnerin, Illustratorin und Designerin
- Sigmund von Attems-Petzenstein (1708–1758), österreichischer Historiker
- Tristan Comte D'Attimis (1707–1748), Jesuit Missionär in China, Martertod in Su-Cheu
- Ursula Gräfin von Attems (1568–1641), Obersthofmeisterin der Erzherzoginnen 1623–1624, Obersthofmeisterin Kaiserin Eleonora Gonzaga 1624–1637
- Anton August von Attems-Gilleis (1834–1891), K.u.K. Kämmerer, Mitglied des Abgeordnetenhauses des öst. Reichsrates
- Maximilian Attems-Gilleis (1859–1939), K.u.K. Kämmerer, Mitglied des Herrenhauses des öst. Reichrates

- Alexander von Attems-Heiligenkreuz (1814–1896), Geheimer Rat und österreichischer Feldmarschalleutnant
- Edmund von Attems-Heiligenkreuz (1847–1929), Landeshauptmann der Steiermark
- Ferdinand von Attems-Heiligenkreuz (1746–1820), Landeshauptmann von Steiermark
- Heinrich Christian von Attems-Heiligenkreuz (1858–1937), Landespräsident im Herzogtum Krain und Geheimer Rat
- Heinrich Moritz von Attems-Heiligenkreuz (1852–1926), General der Kavallerie
- Hermann von Attems-Heiligenkreuz (1865–1951), K.u.K. Kämmerer und österreichischer Politiker
- Ignaz Maria von Attems-Heiligenkreuz (1774–1861), österreichischer Politiker
- Joseph Alois von Attems-Heiligenkreuz (1780–1871), Generalmajor
- Maximilian Attems-Heiligenkreuz (1892–1977), österreichischer Botschafter, Volkswirtschaftler und Schriftsteller
- Marius Anton von Attems-Heiligenkreuz (1862–1947), Statthalter von Dalmatien und Geheimer Rat
- Sophie Gräfin Attems-Heiligenkreuz (geb. Gräfin Hartig, 1862–1937), österreichische Schriftstellerin
- Viktor von Attems-Heiligenkreuz (1864–1947), Präsident der Österr. Seebehörde in Triest
- Carl von Attems-Petzenstein (1868–1952), österreichischer Zoologe
- Franz Josef Attems-Petzenstein (1914–2003), österreichischer Militärattache und Generalmajor
- Heinrich von Attems-Petzenstein (1834–1909), österreichischer Pomologe
- Ludwig Philipp Michael Graf von Attems-Petzenstein (1710–1774), Generalfeldwachtmeister
- Sigmund von Attems-Petzenstein, österreichischer Historiker und Landverweser
- Wilhelm Anton Michael von Attems-Petzenstein (1848–1916), österreichischer Feldmarschalleutnant im Ersten Weltkrieg

## Wappen
- Das Stammwappen zeigt in Rot drei aufsteigende silberne Spitzen. Auf dem Helm mit rot-silbernen Decken ein silberner Brackenrumpf mit einem roten Halsband.[4]
- Das Wappen von 1630[5] ist geviert mit rotem Mittelschild. Dieser zeigt ein aus dem unteren Rand hervorwachsendes Vorderteil einer nach rechts blickenden Bracke mit gold-eingefasstem und beringtem roten Halsband. Feld 1 und 4 enthält in Gold einen schwarzen, gold-gekrönten und bewehrten Doppeladler. Feld 2 und 3 enthält in Rot drei von unten emporgehende ganze silberne Spitzen (Stammwappen aus dem 14. Jh.). Darüber befinden sich drei gekrönte Helme. Der rechte mit rot-silbernen Decken trägt einen wie Feld 2 und 3 gestalteten geschlossenen Adlerflug, der mittlere mit schwarz-goldenen Decken den Doppeladler und der linke mit rot-silbernen Decken die wachsende Bracke des Mittelschildes.[6]

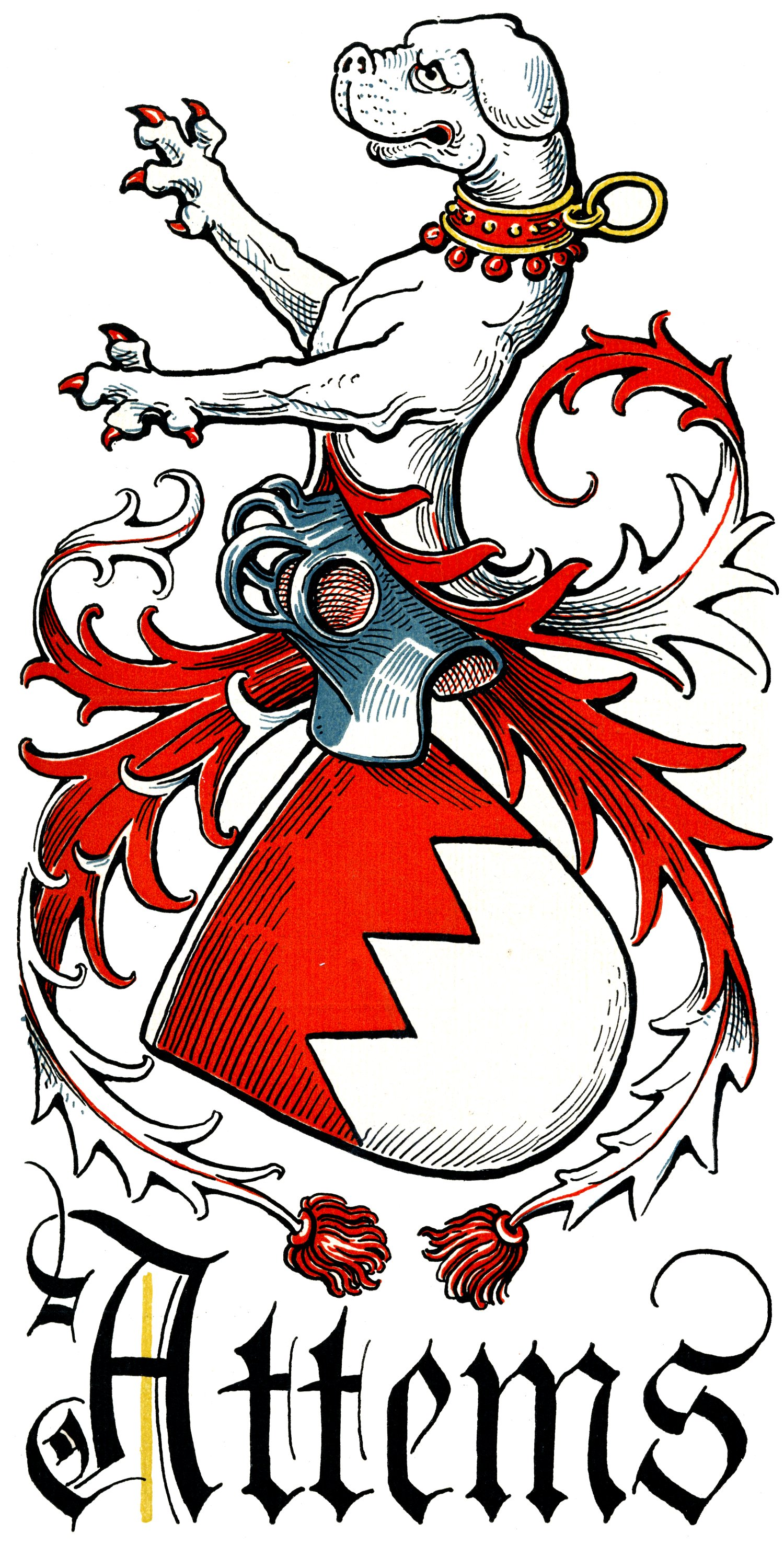
Stammwappen von Otto Hupp im Münchener Kalender von 1930
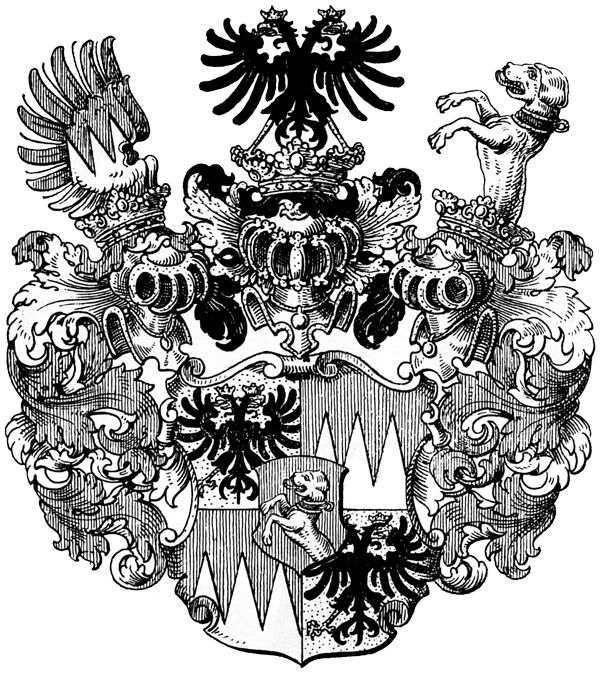
Wappen von 1630
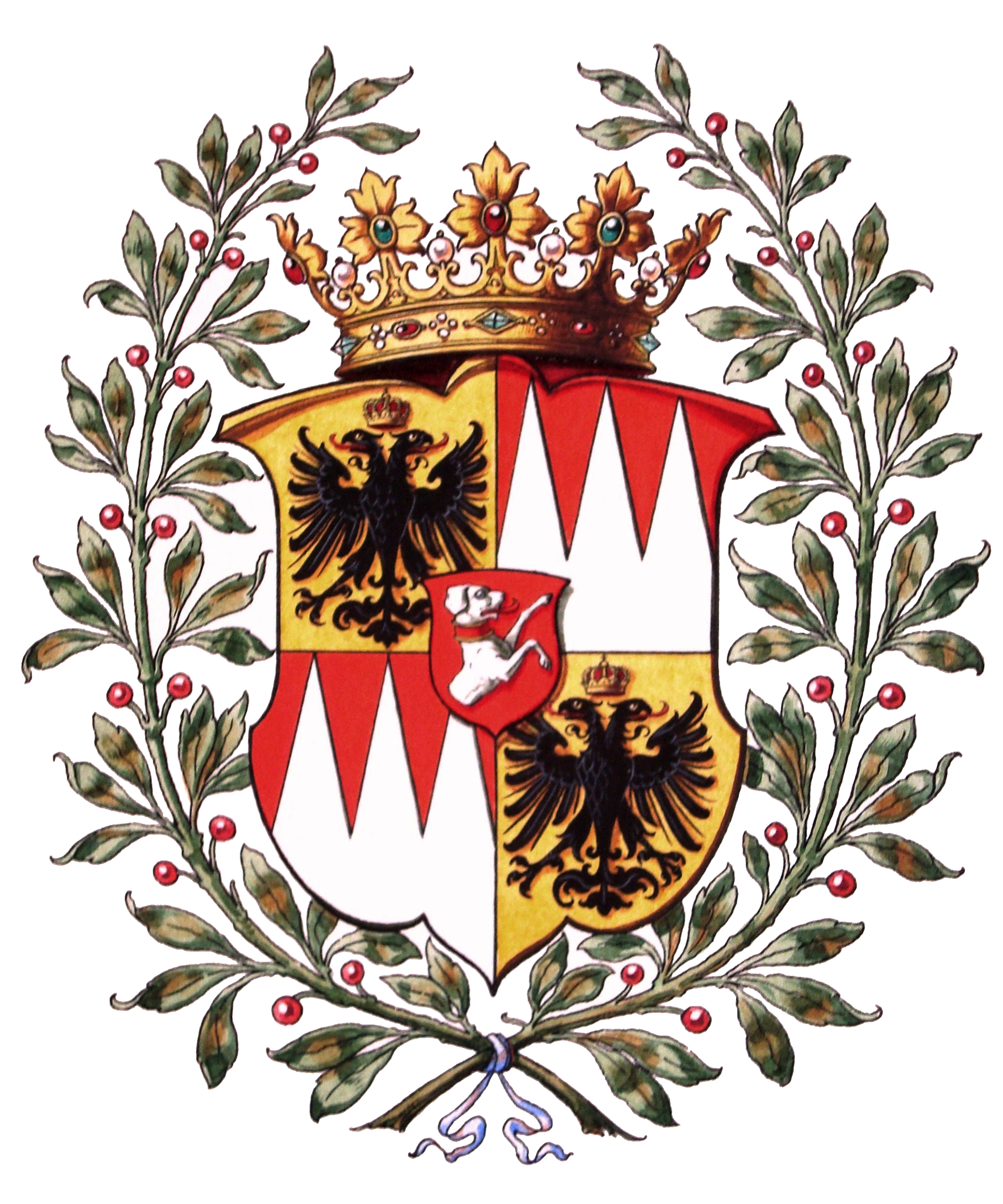
Grafen von Attems (korrektes Wappen von 1630)
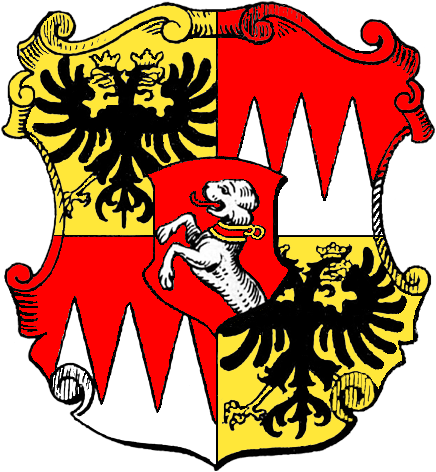
Kolorierter Schild des Wappens

## Trivia
Im Monturdepot des Kunsthistorischen Museums Wien ist ein silber bestickter Frack eines Hausoffiziers der Grafen Attems um 1840–1850 sowie eine Livree aus gelbem Tuch eingearbeitet mit weiß-blauen Blümchenborten eines Lakaien der Grafen Attems um 1820 ausgestellt.